# Gram panchayat
Gram panchayat (Consejo de aldea) es un instituto básico de gobierno de aldeas en India. Es una estructura democrática a nivel de base y un instituto político que actúa como ministerio o gabinete de la aldea. El Gram sabha funciona como el cuerpo general del Gram panchayat. Los miembros del Gram panchayat son elegidos por el Gram sabha.
Hay alrededor de 250 000 gram panchayats en la India.

## Historia
Establecido en varios estados de la India, el sistema Panchayat Raj tiene tres niveles: Jila Parishad, a nivel de distrito; Nagar palika, a nivel de bloque; y Gram Panchayat, a nivel de aldea. Rayastán fue el primer estado en establecer un Gram Panchayat, siendo Nagur la primera aldea donde se estableció un Gram panchayat, el 2 de octubre de 1959.
Los intentos fallidos de abordar y tratar los asuntos locales a nivel nacional provocaron, en 1992, la reintroducción de los panchayats para que cumplieran su propósito como organización para el autogobierno local.

## Estructura
Los Gram panchayats se encuentran en el nivel más bajo de las instituciones panchayat raj (PRI), cuya autoridad legal se establece en la 73.ª Enmienda Constitucional de 1993, que se ocupa de los gobiernos locales rurales.
- Panchayat a nivel de distrito (o apéndice).
- Panchayat a nivel intermedio.
- Panchayat en el nivel base.

El gram panchayat se divide en barrios y cada barrio está representado por un miembro de barrio o comisionado, también conocido como miembro de Panch o Panchayat, que es elegido directamente por los aldeanos. El panchayat está presidido por el presidente del pueblo, conocido como Sarpanch. El mandato de los representantes electos es de cinco años. El Secretario del panchayat es un representante no electo, designado por el gobierno estatal, para supervisar las actividades del panchayat.

### Reuniones
Según la Sección. 6 (3) de la Ley Andhra Pradesh Panchayat Raj de 1994, el gram sabha de un estado tiene que realizar al menos dos reuniones al año.

## Elección
El mandato de un Gram panchyat es de cinco años. Cada cinco años se celebran elecciones en el pueblo. Pueden votar todas las personas mayores de 21 años que residan en el territorio del Gram panchayat de esa aldea.
Para el empoderamiento de las mujeres y para fomentar la participación de las mujeres en el proceso democrático, el gobierno de la India ha establecido algunas restricciones en las elecciones Gram panchayat, reservando un tercio de los escaños para las mujeres, así como también reservando escaños para las castas y tribus registradas.

## Funciones
- Funciones administrativas
  - 1. Funciones de obras públicas y bienestar, tales como mantenimiento, reparación y construcción de carreteras, desagües, puentes y pozos.
  - 3. Instalar y mantener luminarias.[1]
  - 2. Brindar educación primaria.
- Funciones sociales y económicas (no obligatorias)
  - 1. Construir bibliotecas, salones matrimoniales, etc.
  - 2. Establecer y administrar tiendas de precio justo y sociedades cooperativas de crédito.
  - 3. Establecimiento de jardines, estanques y huertas.